# 上沙路
上沙路是杭州经济技术开发区的一条南北走向的道路。它北起学源街，南至下沙路。

## 沿途
上沙路沿途经过的住宅小区有：铭和苑、德信早城、湖左岸、德信中外公寓、龙湖滟澜山、美达晓城天地等。
沿途商业性建筑：龙湖金沙天街。